# Barlow, Oregon
Barlow är en ort i Clackamas County i delstaten Oregon, USA.